# العلاقات الإكوادورية اللاوسية
العلاقات الإكوادورية اللاوسية هي العلاقات الثنائية التي تجمع بين الإكوادور ولاوس.

## مقارنة بين البلدين
هذه مقارنة عامة ومرجعية للدولتين:
| وجه المقارنة                                              | الإكوادور                      | لاوس        |
| --------------------------------------------------------- | ------------------------------ | ----------- |
| المساحة (كم2)                                             | 283.56 ألف                     | 236.80 ألف  |
| عدد السكان (نسمة)                                         | 16.62 مليون                    | 6.86 مليون  |
| الكثافة السكانية (ن./كم²)                                 | 58.61                          | 28.97       |
| العاصمة                                                   | كيتو                           | فيينتيان    |
| اللغة الرسمية                                             | اللغة الإسبانية، كيشوا ‏، شوار ‏ | اللغة اللاو |
| العملة                                                    | دولار أمريكي، سوكري إكوادوري   | كيب لاوي    |
| الناتج المحلي الإجمالي (بليون دولار)                      | 103.06 مليار                   | 16.85 مليار |
| الناتج المحلي الإجمالي (تعادل القوة الشرائية) بليون دولار | 185.24 مليار                   | 38.71 مليار |
| الناتج المحلي الإجمالي الاسمي للفرد دولار أمريكي          | 6.21 ألف                       | 1.82 ألف    |
| الناتج المحلي الإجمالي للفرد دولار أمريكي                 | 11.37 ألف                      |             |
| مؤشر التنمية البشرية                                      | 0.746                          | 0.575       |
| رمز المكالمات الدولي                                      | +593                           | +856        |
| رمز الإنترنت                                              | .ec                            | .la         |
| المنطقة الزمنية                                           | 00                             | ت ع م+07:00 |

## منظمات دولية مشتركة
يشترك البلدان في عضوية مجموعة من المنظمات الدولية، منها:
| علم المنظمة | اسم المنظمة                        | تاريخ انضمام الإكوادور | تاريخ انضمام لاوس |
| ----------- | ---------------------------------- | ---------------------- | ----------------- |
|             | مؤسسة التنمية الدولية              | 7 نوفمبر 1961          | 28 أكتوبر 1963    |
|             | يونسكو                             | 22 يناير 1947          | 9 يوليو 1951      |
|             | وكالة ضمان الاستثمار متعدد الأطراف | 12 أبريل 1988          | 5 أبريل 2000      |
|             | الأمم المتحدة                      | 21 ديسمبر 1945         | 14 ديسمبر 1955    |
|             | البنك الدولي للإنشاء والتعمير      | 28 ديسمبر 1945         | 5 يوليو 1961      |
|             | منظمة حظر الأسلحة الكيميائية       | ?                      | ?                 |
|             | مؤسسة التمويل الدولية              | 20 يوليو 1956          | 29 يناير 1992     |
|             | منظمة الشرطة الجنائية الدولية      | ?                      | ?                 |

## وصلات خارجية
- موقع وزارة الخارجية الإكوادورية
- موقع وزارة الخارجية اللاوسية